# Bonnie Barnett
Pour les articles homonymes, voir Barnett.
Bonnie Barnett, née le 2 mai 1947 à Chicago, est une chanteuse et compositrice américaine.

## Biographie
Elle fait ses études à l'Université de l'Illinois où elle obtient un Bachelor de Science en musique en 1968. Elle étudie avec Kenneth Gaburo, Pauline Oliveros et Robert Erickson à l'Université de Californie à San Diego, où elle obtient un Master en Arts en 1972. En 1983, Bonnie Barnett a reçu une subvention de la National Public Radio et en 1984 un prix NEA. Depuis 1986, elle vit à Los Angeles, où elle enseigne en privé et présente l'émission de la radio KPFK Imaginary Landscape. 

### LeHum Project
Elle s'installe ensuite à San Francisco, où elle met au point le TUNNEL HUM Project, série de manifestations qui reposent sur des événements vocaux à participation du public et se déroulent dans des lieux particulièrement intéressants sur le plan acoustique. Un groupe d'instrumentistes donne une tonalité directrice, souvent en mi bémol majeur, puis les participants improvisent alors en fredonnant dans cette tonalité, tout en suivant une partition écrite. 
Depuis 1981, Bonnie Barnett a réalisé 29 Hums dans des contextes très divers, notamment deux retransmissions radiophoniques à l'échelon national reliées par satellites en 1983 et 1984, un centre de shopping souterrain à Houston en 1986 et Auto Hum, retransmis en direct à la radio avec la participation de banlieusards motorisés de Californie du Sud en 1985. Son intention consiste à faire revivre le plaisir de participer à un chant collectif, un moyen « d'accorder le monde ». Son Global Hum, qui s'est déroulé dans le cadre de « Music and Peace », parrainé par l'Orchestre Philharmonique du monde de Montréal, a envoyé les voix de chanteurs de San Francisco dans le monde entier par diffusion satellitaires. Elle travaille à un Global Hum plus élaboré qui devrait l'amener à un Intergalactic Hum.

## Écrits
- Bonnie Mara Barnett, « Aspects of vocal multiphonics », Interface, vol. 6, nos 3-4,‎ 1er décembre 1977, p. 117–149 (ISSN 0303-3902, DOI 10.1080/09298217708570239, lire en ligne, consulté le 20 septembre 2020)

## Sources
- Theodore Baker et Alain Pâris (trad. Marie-Stella Pâris), Dictionnaire biographique des musiciens, R. Laffont, 1995 (ISBN 2-221-90103-7, 978-2-221-90103-8 et 2-221-06510-7, OCLC 896013421, lire en ligne)